# Los 2 lados de la cama
Los 2 lados de la cama es un largometraje español dirigido por Emilio Martínez Lázaro, del año 2005. 

## Argumento
Javier está a punto de casarse con Marta. Pedro mantiene una relación estable con Raquel. Sin embargo, Raquel y Marta tienen unas intenciones completamente distintas a las que sus novios imaginan. Pedro y Javier disputarán por recuperar a sus chicas y, al mismo tiempo, por ganar terreno con Carlota, desconfiando siempre del otro, tal y como aprendieron de sus anteriores relaciones. Mientras tanto, Rafa y Pilar mantienen una agobiante relación cargada de refranes y frases hechas, y Carlos parece ser el único de la pandilla que sigue soltero.

## Comentario
Si El otro lado de la cama fue una comedia que pretendía emular la técnica de Woody Allen en Todos dicen I Love You —tratando de homologarse con las nuevas tendencias narrativas internacionales— y que pretendía reírse de la inmadurez de cierta juventud, su secuela, Los 2 lados de la cama, ahonda en un discurso sobre la necesidad de tolerancia y de afecto en tiempos convulsos. La elección de los números musicales —como Gavilán— no trae aparejada la irrupción de tiempos muertos, sino que, por el contrario, permite hacer avanzar la acción hasta un clímax relativamente inesperado.

## Canciones empleadas (por orden de interpretación en la película)
- Bailando, de Alaska y los Pegamoides
- Porque te vas, de Jeanette
- Quiero un camión, de Loquillo y los Trogloditas
- Por las noches, de Los Ronaldos
- Sin documentos, de Los Rodríguez
- Gavilán o paloma, de Pablo Abraira
- Duelo de parejas:
  - Cómo pudiste hacerme esto a mí, de Alaska y Dinarama
  - ¿A quién le importa?, de Alaska y Dinarama
  - La mataré, de Loquillo y los Trogloditas
  - Déjame, de Los Secretos
  - Ay, qué pesado,[1] de Mecano
  - Ni tú ni nadie, de Alaska y Dinarama
- Quiero besarte, de Tequila.